# HD8251
HD8251 — хімічно пекулярна зоря спектрального класу F0, що має видиму зоряну величину в смузі V приблизно  8,5.
Вона  розташована на відстані близько 874,4 світлових років від Сонця.